# 쿨 지 랩
너새니얼 윌슨(Nathaniel Wilson, 1968년 7월 20일 ~ )은 예명 쿨지랩(Kool G Rap)으로 알려진 미국의 래퍼이다. 예명은 Kool Genius of Rap의 준말이라고 한다. 랩스킬과 작곡 실력이 뛰어나, 역사상 가장 뛰어난 힙합 음악가의 한 사람으로 자주 거명된다.

## 약력
1980년대에 비즈 마키(en), 빅 대디 케인을 보조하면서 데뷔했고, DJ 폴로(DJ Polo)와 함께 내놓은 Road to the riches가 성공하면서 널리 알려지게 되었다. 1995년에 나스의 협력을 받은 첫 앨범 4, 5, 6을 내놓으면서 솔로 활동을 시작했으나, 그다지 성공을 거두지 못했다. 이어 1998년에 내놓은 두 번째 앨범 Roots of Evil도 크게 성공하지는 못했다. 2002년에 쿨 지 랩은 로커스 레코드(en)로 이적하면서 세 번째 앨범인 The Giancana Story를 내놓았다.

## DJ 폴로와의 공동 앨범
- 1989년 : Road to the Riches
- 1990년 : Wanted Dead Or Alive
- 1992년 : Live and Let Die

## 솔로 앨범
- 1995년 : 4, 5, 6
- 1998년 : Roots of Evil
- 2002년 : The Giancana Story
- 2003년 : Click Of Respect(5 패밀리 클릭이 피처링)
- 2008년 : Half a Klip